# ويليام تود أوتو
ويليام تود أوتو (بالإنجليزية: William Tod Otto) هو قاضي ودبلوماسي ومحامي أمريكي، ولد في 19 يناير 1816، وتوفي في 7 نوفمبر 1905.